# Nicolás Gulizia
Nicolás Gustavo Gulizia (Buenos Aires, 21 luglio 1983) è un allenatore di calcio a 5 ed ex giocatore di calcio a 5 argentino.

## Carriera

### Giocatore
Dopo gli inizi in patria con il Parque, Gulizia ha trascorso l'intera carriera in Italia. Ha giocato in Serie A con Arzignano, Luparense, Marca Trevigiana, Napoli Barrese e Real Rieti. Nel 2010 ha disputato alcuni incontri amichevoli con la Nazionale maschile di calcio a 5 dell'Argentina.

### Allenatore
Durante la militanza nel Carrè Chiuppano Gulizia ricopre il doppio ruolo di allenatore della formazione Under-21 e quindi, per alcuni mesi del 2016, anche della prima squadra impegnata nel campionato di Serie A2. Dopo un biennio da giocatore-allenatore del Luna Thiene, con cui vince i play-off di Serie C, nel 2018 assume la guida della Nazionale maschile under 20 di calcio a 5 dell'Argentina nonché il ruolo di assistente di Matías Lucuix, commissario tecnico della nazionale maggiore. Nel luglio del 2022 rassegna le proprie dimissioni per diventare l'assistente del connazionale Diego Giustozzi sulla panchina del Vietnam. Nel gennaio del 2023 viene inoltre nominato allenatore del Thái Sơn Nam.

## Palmarès
- Campionato di serie A2: 2
Polisportiva Giampaoli: 2004-05 (girone A)
Marca: 2006-07 (girone A)
- Campionato di Serie B: 1
Orte: 2012-13 (girone E)